# Arroyo Calera
El arroyo Calera es un curso de agua uruguayo ubicado en el departamento de Lavalleja, perteneciente a la cuenca hidrográfica de la laguna Merín.
Nace en la cuchilla Grande, desemboca en el arroyo Marmarajá.
- Datos: Q5706168